# Европско првенство у фудбалу 1980.
Европско првенство у фудбалу 1980. је било шесто по реду европско фудбалско првенство за мушкарце, које је одржано од 11. до 22. јуна 1980. у Италији. Првенство је одиграни у четири града: Торино, Милано Напуљ и Рим.

## Систем такмичења
Ово је било прво европско првенство на којем је у финалном делу играло 8 репрезентација, уместо четири како је било до тада. Репрезентације су за пласман морале проћи кроз квалификације у којима је учествовала 31 репрезентација чланица УЕФА. Ово је било и прво првенство на којем екипа домаћина није морала играти у квалификацијама, него се као домаћин првенства аутоматски квалификовала. Ова пракса се задржала до данас.
На првенству репрезентације су биле подељене у две групе по четири екипе у којима се играло по једноструком бод систему (свако са сваким једну утакмицу). Другопласирани из група играли су меч за треће место, победници група за прво место. Уколико су две екипе имале исти број бодова, одлучивала је гол-разлика, а ако је и она била иста, бољи је био онај који је дао више голова. У случају нерешеног резултата после завршетка регуларног времена у утакмицама за треће и прво место одмах су се изводили једанаестерци

## Учесници финалног турнира
| 1. место 2. место 3. место | 4. место Од 5. до 8. места |

| Група 1         | Група 2  |
| --------------- | -------- |
| Западна Немачка | Белгија  |
| Грчка           | Енглеска |
| Холандија       | Италија  |
| Чехословачка    | Шпанија  |

## Стадиони
| РимМиланоНапуљТорино | Рим               | Милано               |
| -------------------- | ----------------- | -------------------- |
| РимМиланоНапуљТорино | Стадион Олимпико  | Стадион Ђузепе Меаца |
| РимМиланоНапуљТорино | Капацитет: 66.341 | Капацитет: 83.141    |
| РимМиланоНапуљТорино |                   |                      |
| РимМиланоНапуљТорино | Напуљ             | Торино               |
| РимМиланоНапуљТорино | Стадион Сан Паоло | Стадион Олимпико     |
| РимМиланоНапуљТорино | Капацитет: 81.101 | Капацитет: 71.180    |
| РимМиланоНапуљТорино |                   |                      |

## Судије
| - Ерик Линемајер - Адолф Прокоп - Патрик Партриџ - Роберт Вирц |  | - Карољ Палотај - Алберто Микелоти - Чарлс Корвер - Антонио Гаридо |  | - Николаје Рајнеа - Брајан Макгинлеј - Хилми Ок - Хајнц Алдингер |

## Резултати

### Резултати такмичења по групама

#### Група 1
| 11. јун 1980. у Риму 17,45                         |   |                                                  |           |
| Западна Немачка · Румениге 57’                     | - | Чехословачка · —                                 | 1:0 (0:0) |
| 11. јун 1980. у Напуљу 20,30                       |   |                                                  |           |
| Холандија · Кист 65’ (пен)                         | - | Грчка · —                                        | 1:0 (0:0) |
| 14. јуна 1980. у Напуљу 17,45                      |   |                                                  |           |
| Западна Немачка · Алофс 20’, 60’, · 65’            | - | Холандија · Реп 79’ (пен) · В. ван де Керкоф 85’ | 3:2 (1:0) |
| 14. јуна 1980. у Риму 20,30                        |   |                                                  |           |
| Чехословачка · Паненка 6’ · Вижек 26’ · Нехода 63’ | - | Грчка · Анастопулос 14’ · - · -                  | 3:1 (2:1) |
| 17. јуна 1980. у Напуљу 17, 45                     |   |                                                  |           |
| Чехословачка · Нехода 16’                          | - | Холандија · Кист 59’                             | 1:1 (1:0) |
| 17. јун 1980. у Торину 20,30                       |   |                                                  |           |
| Грчка                                              | - | Западна Немачка                                  | 0:0       |

#### Група 2
| 12. јуна 1980. у Торину 17,45       |   |                              |           |
| Белгија · Кулеманс 29’              | - | Енглеска · Вилкинс 26’       | 1:1 (1:1) |
| 12. јуна 1980. у Милану 20,30       |   |                              |           |
| Италија                             | - | Шпанија                      | 0:0       |
| 15. јуна 1980. у Милану 17,45       |   |                              |           |
| Белгија · Геретс 17’ · Колс 65’     | - | Шпанија · Кини 36’ · -       | 2:1 (1:1) |
| 15. јуна 1980. у Торину 20,30       |   |                              |           |
| Енглеска · -                        | - | Италија · Тардели 79’        | 0:1 (0:0) |
| 18. јуна 1980. у Напуљу 17,45       |   |                              |           |
| Енглеска · Брукинг 19’ · Вудкок 61’ | - | Шпанија · Дани 48’ (пен) · - | 2:1 (1:0) |
| 18. јуна 1980. у Риму 20,30         |   |                              |           |
| Белгија                             | - | Италија                      | 0:0       |

### Утакмица за треће место
| 21. јун 1980. 20,30 | Напуљ | Чехословачка | - | Италија |  | 1:1 пен. 9:8 |

Ладислав Јуркемик у 54. минуту за Чехословачку, Грацијани у 73. минуту за Италију.

### Финале
| 22. јун 1980. 20,30 | Рим | Западна Немачка | - | Белгија |  | 2:1 (1:0) |

| 2° место Белгија | Победник 6. Европског првенства у фудбалу Западна Немачка 2° титула | 3° место Чехословачка |

| 1. Финалиста                         | Резултат | 2. Финалиста |
| ------------------------------------ | --- | --- |
| Западна Немачка ·                    | 2 : 1 (1:0) | Белгија · |
| Датум                                | 22. јун, 1980. | 22. јун, 1980. |
| Стадион                              | Стадион Олимпико, Рим | Стадион Олимпико, Рим |
| Гледалаца                            | 47.864 | 47.864 |
| Судија                               | Николаје Рајинеа СР Румунија | Николаје Рајинеа СР Румунија |
| Западна Немачка (тренер: Јуп Дервал) | Харалд Шумахер, Манфред Калц, Карлхајнц Ферстер, Ули Штилике, Бернард Диц, Бернд Шустер, Ханс-Петер Бригел (55‘ Бернард Кулман), Ханс Милер, Карл-Хајнц Румениге, Хорст Хрубеш, Клаус Алофс | Харалд Шумахер, Манфред Калц, Карлхајнц Ферстер, Ули Штилике, Бернард Диц, Бернд Шустер, Ханс-Петер Бригел (55‘ Бернард Кулман), Ханс Милер, Карл-Хајнц Румениге, Хорст Хрубеш, Клаус Алофс |
| Белгија (тренер: Ги Тис)             | Жан-Мари Пфаф, Ерик Герец, Лук Милекамп, Валтер Меувс, Мишел Ренкен, Вилфрид ван Мојер, Рене Вандерејкен, Жулијен Колс, Рејмонд Моменс, Франсоа ван дер Елст, Јан Кулеманс                  | Жан-Мари Пфаф, Ерик Герец, Лук Милекамп, Валтер Меувс, Мишел Ренкен, Вилфрид ван Мојер, Рене Вандерејкен, Жулијен Колс, Рејмонд Моменс, Франсоа ван дер Елст, Јан Кулеманс                  |
| Стрелци                              | 1:0 Хрубреш 10', 1:1 Вандерејкен 72'(пен, 2:1 Хрубреш 88', | 1:0 Хрубреш 10', 1:1 Вандерејкен 72'(пен, 2:1 Хрубреш 88', |
| Картони                              | Западна Немачка: Карлхајнц Ферстер — Белгија: Франсоа ван дер Елст, Лук Милекамп, Рене Вандерејкен                                                                                          | Западна Немачка: Карлхајнц Ферстер — Белгија: Франсоа ван дер Елст, Лук Милекамп, Рене Вандерејкен                                                                                          |

## Листа стрелаца
| Број | Играч               | Репрезентација | Играо | Гол |  |
| ---- | ------------------- | -------------- | ----- | --- |  |
| 1.   | Клаус Алофс         | Зап. Немачка   | 3     | 3   |  |
| 2.   | Хорст Хрубеш        | Зап. Немачка   | 3     | 2   |  |
|      | Кес Кист            | Холандија      | 3     | 2   |  |
|      | Здењек Нехода       | Чехословачка   | 4     | 2   |  |
| 5.   | Карл-Хајнц Румениге | Зап. Немачка   | 4     | 1   |  |
|      | Никос Анастопулос   | Грчка          | 2     | 1   |  |
|      | Тревор Брукинг      | Енглеска       | 2     | 1   |  |
|      | Квини               | Шпанија        | 2     | 1   |  |
|      | Јан Кулеманс        | Белгија        | 4     | 1   |  |
|      | Жулијен Колс        | Белгија        | 4     | 1   |  |
|      | Ерик Герец          | Белгија        | 4     | 1   |  |
|      | Франческо Грацијани | Италија        | 4     | 1   |  |
|      | Ладислав Јуркемик   | Чехословачка   | 4     | 1   |  |
|      | Вили ван де Керкоф  | Холандија      | 3     | 1   |  |
|      | Антонин Паненка     | Чехословачка   | 4     | 1   |  |
|      | Николас Реп         | Холандија      | 2     | 1   |  |
|      | Дани                | Шпанија        | 2     | 1   |  |
|      | Марко Тардели       | Италија        | 4     | 1   |  |
|      | Рене Вандерејкен    | Белгија        | 4     | 1   |  |
|      | Ладислав Визек      | Чехословачка   | 4     | 1   |  |
|      | Рејмонд Вилкинс     | Енглеска       | 3     | 1   |  |
|      | Тони Вудкок         | Енглеска       | 3     | 1   |  |

#### Најбржи гол
- 6‘ Антонин Паненка (Чехословачка — Грчка)